# Portel, Bồ Đào Nha
Portel là một huyện thuộc tỉnh Évora, Bồ Đào Nha. Huyện này có diện tích 600 km², dân số thời điểm năm 2001 là 7109 người.